# Подсюрежное
Подсюрежное — пресноводное озеро на территории Сумпосадского сельского поселения Беломорского района Республики Карелии.

## Физико-географическая характеристика
Располагается на высоте 32,1 метров над уровнем моря.
Форма озера продолговатая: оно более чем на полтора километра вытянуто с севера на юг. Берега каменисто-песчаные, преимущественно заболоченные.
С юго-восточной стороны озера вытекает безымянный водоток, впадающий с левого берега в реку Руйгу, которая, в свою очередь, впадает в Онежскую губу Белого моря (Поморский берег).
Острова на озере отсутствуют.
К западу от озера проходит дорога местного значения 86К-20 («Беломорск — Сумпосад — Вирандозеро — Нюхча»).
Населённые пункты вблизи водоёма отсутствуют.

## Панорама

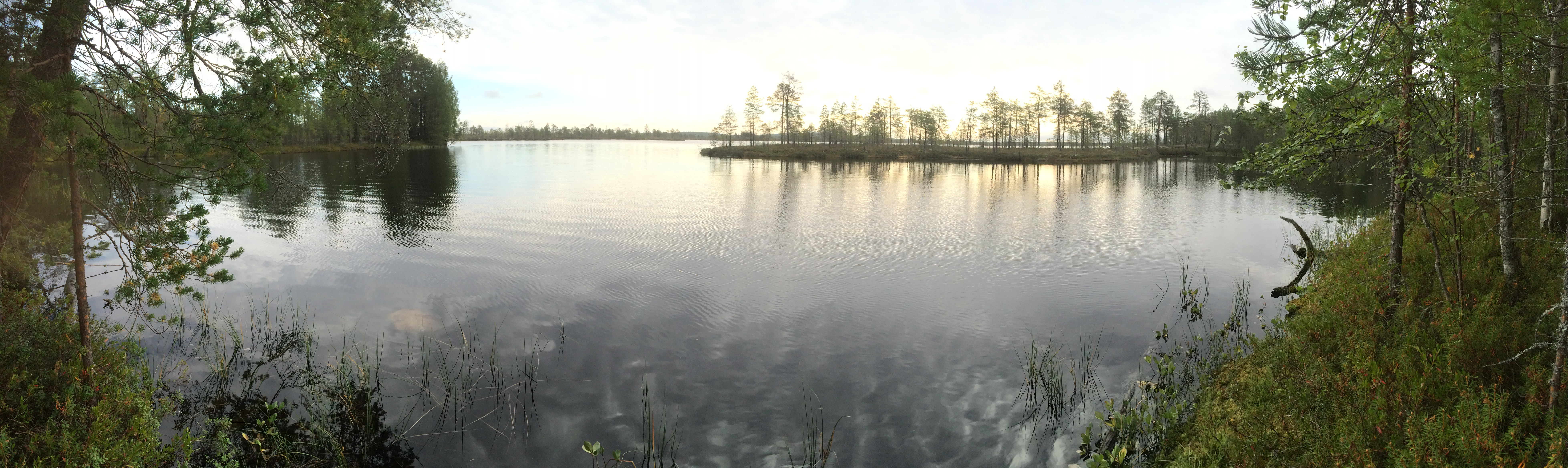
Панорама